# Alexandra Fechner
 (avril 2023).
Si vous disposez d'ouvrages ou d'articles de référence ou si vous connaissez des sites web de qualité traitant du thème abordé ici, merci de compléter l'article en donnant les références utiles à sa vérifiabilité et en les liant à la section « Notes et références ».
Pour les articles homonymes, voir Fechner.
Alexandra Fechner est une productrice française de cinéma née le 10 juillet 1980 à Dugny (Seine-Saint-Denis).

## Biographie

### Carrière professionnelle
Elle commence sa carrière au sein de la société de production de son père Christian Fechner sur le film Chouchou, sorti en mars 2003.
Après avoir été directrice artistique des Films Christian Fechner, elle a été productrice associée des films L'Incruste, fallait pas le laisser entrer ! (2004), L'Antidote (2005), Les Bronzés 3 (2006), L'Entente cordiale (2006) et L'Auberge rouge.
À la suite du décès de son père Christian Fechner à la fin de 2008, Alexandra Fechner forme sa propre société de production indépendante Fechner Films.

## Filmographie
- 2003 : Chouchou de Merzak Allouache
- 2004 : L'Incruste, fallait pas le laisser entrer ! d'Alexandre Castagnetti et Corentin Julius
- 2005 : L'Antidote de Vincent de Brus
- 2006 : Les Bronzés 3 : Amis pour la vie de Patrice Leconte
- 2006 : L'Entente cordiale de Vincent de Brus
- 2007 : L'Auberge rouge de Gérard Krawczyk
- 2017 : Alibi.com de Philippe Lacheau
- 2018 : Christ(off) de Pierre Dudan
- 2019 : L'Incroyable Histoire du facteur Cheval de Nils Tavernier
- 2022 : Le bonheur est pour demain de Brigitte Sy.